# 12235 Імранакперов
12235 Імранакперов (12235 Imranakperov) — астероїд головного поясу, відкритий 9 вересня 1986 року.
Тіссеранів параметр щодо Юпітера — 3,135.